# Mapanekreek
De Mapanekreek is en kleine rivier (kreek) in het district Para in Suriname. De kreek kan met kleine boten roeiend worden bevaren.
De Mapane mondt uit in de Commewijnerivier. Kort voor de monding bevindt zich aan de linkeroever het dorp Gododrai.
De gronden langs de Mapane waren aan het einde van de 18e eeuw gedeeltelijk ontgonnen.